# Alegrijes y rebujos
Alegrijes y rebujos (no Brasil: Alegrifes e Rabujos) é uma telenovela mexicana produzida por Rosy Ocampo para a Televisa e exibida pelo Canal de las Estrellas entre 4 de agosto de 2003 e 20 de fevereiro de 2004, substituindo De pocas, pocas pulgas e sendo substituída por Amy, la niña de la mochila azul.
A trama foi escrita por Palmira Olguín e também conta com especiais: "Capítulo cero de Alegrijes y Rebujos" e "Después de Alegrijes y Rebujos".
A trama apresenta Miguel de León, Jacqueline Bracamontes e Luis Roberto Guzmán como protagonistas adultos, Maria Chacón e Miguel Martínez como os protagonistas infantis conhecidos como os "Alegrifes", Rosa María Bianchi, Sebastián Rulli, Luz Elena González e Eugenia Cauduro (substituída por Cecilia Gabriela) como os antagonistas adultos e Allison Lozano, Diego González e Jesús Zavala como antagonistas infantis chamados de "Rabujos", além da atuação estrelar dos primeiros atores Héctor Ortega e do Salvador Sánchez.

## Sinopse
Ao lado da casa onde mora a pequena Sofia há uma mansão que desperta a fascinação dos próprios vizinhos e de estranhos que chegam por lá. Segundo conta a lenda, esta sombria casa pertenceu a um milionário excêntrico chamado Aurélio Granados, morto há muitos anos, cujo espírito, afirmam alguns, ainda ronda a mansão.
Com uma madrasta ciumenta, um pai ausente e um irmão tedioso, Sofia já possui problemas suficientes. Mas, como curiosa que é, resolve investigar se é de fato verdade que existe fantasmas na mansão. Quando ela se depara com Chon, sua coragem enfraquece. Chon é um estranho sujeito que trabalhou como empregado de Aurélio e mora até hoje na casa. Um incidente leva Sofia a entrar às escondidas na mansão. Ela tenta recuperar um de seus mais preciosos tesouros: a foto de sua mãe, falecida quando ela era apenas um bebê. Além de levar alguns sustos na mansão, Sofia conhece uma pessoa maravilhosa, o pequeno Afonso, sobrinho neto de Chon, que acabara de chegar do interior. Sua avó o enviou para a cidade para que Chon o ensine a ser um homem de bem.
Para grande espanto de Sofia e Afonso, Aurélio não está morto. Nos últimos dez anos ele tem se divertido muito assustando toda a vizinhança. Aurélio passou toda a vida acumulando dinheiro, prestígio, aborrecimentos e desafetos, porém resolveu mudar sua maneira de agir e pensar, tornando-se um homem muito diferente, um coração especial, com os melhores sentimentos de uma criança. Ele encontra em Sofia e Afonso a alegria que estava buscando durante seus longos anos de reclusão. 
Para Aurélio, Sofia e Afonso são um par de "alegrifes", uma palavra inventada por ele mesmo, com a qual designa as pessoas que desfrutam da vida e das brincadeiras, que nunca perdem as esperanças, que compartilham nas horas boas e ruins e que acima de tudoconservam o dom maravilhoso da surpresa e da inocência. E para identificar os não "alegrifes", Aurélio tem outra palavra: "rabujos", que são as pessoas que somente buscam as coisas materiais, que cultivam a inveja e o egoísmo, que estão atentos a tudo, menos à verdadeira felicidade.
Assim será o percurso desta história. Os "Alegrifes" tratam sempre de conservar em seu coração os melhores sentimentos da infância, opondo-se aos valores e às atitudes negativas dos "rabujos". A simplicidade contra a complicação, a honestidade contra a corrupção, a imaginação contra a limitação e a alegria contra a adversidade e o tédio. Aurélio, Sofia e Afonso viverão incríveis aventuras, que compartilharão com outras crianças do bairro: a pequena Nayelí e seu irmão Ricardo, Ernestina, Pablo e inclusive Estevão, o antipático irmão de Sofia.
Ao conhecer a história de cada uma das crianças, e o comportamento de seus pais, que estão se transformando em uns verdadeiros "rabujos", Aurélio decide transformar sua mansão em um clube, onde todos, adultos e crianças, possam conviver e compartilhar a magia de serem "alegrifes". E ele contará com o apoio de excelentes colaboradores: uma bela professora de música chamada Angélica, autêntica "alegrife" que tem como noivo Rogério, um tremendo picareta e um consumado "rabujo"; e Bruno, o instrutor de educação física que conseguiu vencer por seus próprios méritos, pois foi criado sozinho nas ruas. Entre Angélica e Bruno surgirá um terno amor "alegrife", mas que será posto a muitas provas. A saúde de Aurélio fica fragilizada, em grande parte devido a chegada da malvada Helga, sua antiga esposa, que o odeia. Além de ser uma "rabuja", Helga também é bruxa e está atrás do Livro do Alquimista, cujo objeto contém a fórmula do Elixir da Vida. Dez anos antes, Helga, ainda casada com Aurélio, tomou a fórmula pela primeira vez. Contudo, se ela não a tomar novamente, sofrerá um rápido envelhecimento até à morte. Aurélio escondeu o livro ao perceber as intenções ruins de Helga e que ela usaria o livro para o mal. Apesar disso o Livro já está contaminado com a maldade de Helga e deve ser purificado com elemento natural: o Fogo. Sofia é a única que poderá destruir o Livro do Alquimista, contaminado com a maldade da "Rabuja".
Com a morte de Aurélio, Helga vê a oportunidade ideal para apoderar-se de tudo e apagar os sonhos que o velhinho deixou semeados no clube "alegrifes". Helga se passando por filha de Aurélio, se torna Diretora do Centro. Os seres de Luz decidem dar mais uma chance para Aurélio, ao perceberem que Sofia, sua família e os alegrifes, correrão perigo com a Rabuja por perto. Ao perceber que o tempo para encontrar o Livro está acabando, Helga se torna mais perigosa e planeja várias armadilhas entre os alegrifes. Aurélio volta ao Centro desmemoriado. Helga aproveita a situação e se apresenta a ele como a filha que ele teve com a "Rabuja". Sem se lembrar de nada, o bom velhinho acredita que teve uma filha, porém Aurélio não consegue sentir nenhum afeto por ela, ao decorrer da história. Mas a magia (ou a imaginação) que envolvia o lugar sobrevive, criando uma fantástica, emocionante e divertida luta de forças entre os "alegrifes" e os "rabujos". Para triunfar contra todas as artimanhas de Helga e seus "rabujíssimos" aliados, as crianças terão como principais armas a amizade, os valores familiares, a sinceridade, a competição sadia, a música, a alegria e o amor. Somente com espírito "alegrife" elas serão capazes de sair vitoriosas dos desafios, tramas e feitiços "rabujos".

## Elenco
- Miguel Martínez - Afonso Pascoal (Alcachofra)
- Maria Chacón - Sofia Dominguez (Chofis)
- Diego González - Ricardo Gomez Sanchez
- Allison Lozano - Alison Rebolledo
- Jesús Zavala - Estevão Goyeneche Dominguez
- Nora Cano - Nayeli Gomez Sanchez
- Antônio Hernandez - Pablo Maldonado (Chuletão)
- Michelle Alvares - Ernestina Garza Aguayo (Tina)
- Jacqueline Bracamontes - Angélica Rivera Márquez
- Rosa María Bianchi - Helga Aguayo Vargas (Rabuja) / Helga Granados
- Miguel de León - Antônio Dominguez
- Luis Roberto Guzmán - Bruno Reyes
- Arath de la Torre - Matias Gomez
- Héctor Ortega - Aurélio Granados (Alegrife maior)
- Salvador Sánchez - Assunción (Chon)
- Raquel Pankowsky - Consuelo Márquez de Rivera
- Sebastián Rulli - Rogério Díaz Mercado
- Eugenia Cauduro - Mercedes Goyeneche Dominguez 1
- Cecilia Gabriela - Mercedes Goyeneche Dominguez 2
- Luz Elena González - Irene Calleja
- Olivia Bucio - Tereza Aguayo (Tere)
- Adriana Laffán - Flor
- Roxana Castellanos - Elvira Gomez de Sanchez
- Rubén Cerda - Fito
- Margarito - Réficus
- Sofía Castro - Dalia González
- Wallace- Bahia (rabujo)

## Exibição no Brasil
No Brasil, foi exibida pelo SBT, entre 13 de setembro de 2004 a 12 de fevereiro de 2005, substituindo Amy, a menina da mochila azul e sendo substituída por Rubi.  Foi a última telenovela mexicana infanto-juvenil exibida pela emissora até então.
Foi reprisada duas pelo canal TLN Network, a primeira foi de 25 de fevereiro de 2013 a 30 de agosto de 2013. A segunda foi de 26 de novembro de 2018 a 31 de maio de 2019.
Outras mídias
Foi disponibilizada em 30 de janeiro de 2025 pelo streaming +SBT em 135 capítulos, 20 anos após a sua exibição em TV aberta, mas com a abertura diferente da exibição de 2004. É a primeira telenovela infantil mexicana a ser adicionada na plataforma.

## Prêmios e Indicações

### Prêmios TVyNovelas 2004
| Categoria                 | Indicado               | Resultado |
| ------------------------- | ---------------------- | --------- |
| Melhor ator de reparto    | Arath de la Torre      | Nominado  |
| Melhor revelação feminina | Jacqueline Bracamontes | Ganhadora |

### Prêmios INTE 2004
| Categoria                | Indicado    | Resultado |
| ------------------------ | ----------- | --------- |
| Programa infantil do ano | Rosy Ocampo | Ganhador  |